# Bagdadbanen
Bagdadbanen var et storstilet ingeniørprojekt, iværksat på initiativ af Tysklands kejser Wilhelm 2. som led i den igangværende rivalisering mellem Tyskland og Storbritannien. En jernbaneforbindelse "fra Berlin til Bagdad" ville både være et propagandistisk modtræk til de britiske planer om en jernbane gennem Østafrika "from the Cape to Cairo" og en konkurrent til skibsfarten gennem den britisk-franske Suezkanal. Storbritannien modsatte sig da også planerne, men kunne intet stille op, da hele den projekterede banestrækning forløb over Osmannerrigets territorium.
Planen var at forlænge den eksisterende jernbane fra Haydarpaşa ved Bosporus over Adana, Aleppo og Bagdad til enten Kuwait eller Basra ved den persiske golf. Finansieringen blev varetaget gennem Deutsche Bank og hovedentreprenør var det tyske firma Philipp Holtzmann.
Anlægsarbejdet begyndte i 1903 og var planlagt til at vare otte år, men tekniske og finansielle vanskeligheder kombineret med Osmannerrigets opløsning efter 1. verdenskrig forsinkede arbejdet, der først var helt afsluttet i 1941. Den tiltænkte rolle som en hovedtrafikakse mellem Centraleuropa og Mellemøsten fik banen aldrig, blandt andet på grund af den begrænsede kapacitet på jernbanefærgerne mellem Istanbul og Haydarpaşa. Efter åbningen af Marmaray-tunnelen under Bosporus i oktober 2013 er de tekniske forudsætninger til stede for at køre direkte godstog fra Golfen til Europa eller omvendt, men på grund af de ustabile forhold i Irak og Syrien vil det næppe ske foreløbig.